# Olympisch museum

Logo van het museum.

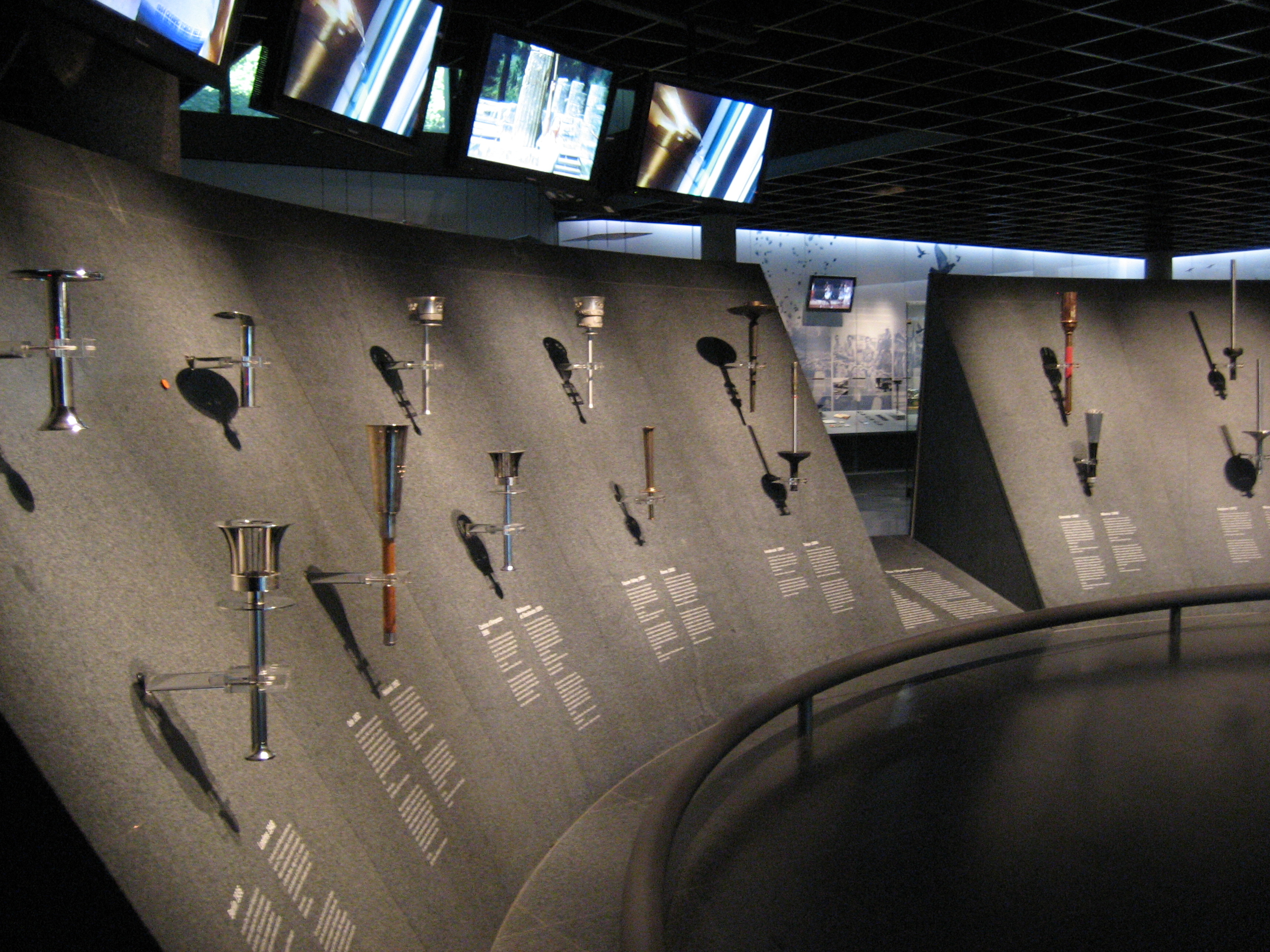
Collectie toortsen gebruikt voor het transport van de Olympische vlam bij de verschillende Spelen.

Het Olympisch museum is een museum in het Zwitserse Lausanne dat een permanente tentoonstelling en tijdelijke tentoonstellingen aanbiedt over sport en de Olympische beweging. Met meer dan 10.000 stukken is het museum het grootste archief van items gerelateerd aan de Olympische Spelen. Het museum trekt jaarlijks circa 200.000 bezoekers.
Het museum, een initiatief van Juan Antonio Samaranch, werd geopend op 23 juni 1993 en werd twee jaar later in 1995 bekroond met de European Museum of the Year Award. Het ligt in de wijk Ouchy aan de oevers van het Meer van Genève, weliswaar niet aangesloten aan de andere gebouwen van het Internationaal Olympisch Comité, maar wel naast de hoofdzetel van het Hof van Arbitrage voor Sport. Architecten van het museumgebouw met een oppervlakte van 11.000 m² waren Pedro Ramirez Vazquez en Jean-Pierre Cahen, met Miguel Espinet als interieurarchitect.
De permanente tentoonstellingen hebben als thema Pierre de Coubertin, de Olympische Zomerspelen, de Olympische Winterspelen en een sectie filatelie en numismatiek.
In het park dat het museum omgeeft worden meerdere beeldhouwwerken rond het thema tentoongesteld, waaronder The American Athlete van Auguste Rodin, Les Footballeurs van Niki de Saint Phalle, Jeune Fille a la Balle van Fernando Botero, Standbeeld van Paavo Nurmi van Wäinö Aaltonen en een kinetische sculptuur van Jean Tinguely met een hockeystick, een zwijnenhoofd en het wiel van een motorfiets.